# 白水镇 (关岭县)
白水镇，是中华人民共和国贵州省安顺市关岭布依族苗族自治县下辖的一个乡镇级行政单位。

## 行政区划
白水镇下辖以下地区：
大坪地社区、大坪地村、蛮寨村、所寨村、打翁村、乌拉村、坑边村、新寨塘村、者斗村、硐口村、翁寨村、大小寨村、把路村、洒把村、郎宫村和红岩村。